# 分散系
分散系（ぶんさんけい、英: dispersed system）とは、サイズが1nmから1000nm（1µm）程度の粒子が、気体、液体あるいは固体に浮遊あるいは懸濁している物質である。このように浮遊あるいは懸濁する現象を分散（ぶんさん、英: dispersion）と呼ぶ。

## 分類

### 相による分類
分散系では、分散している粒子を分散質（英: dispersoid）、粒子が分散している媒質を分散媒（英: dispersion medium）と呼ぶ。分散系の成分は二つとは限らないので、一般には分散系において最も量の多い構成要素が分散媒と考えてよく、連続相の状態を取る。分散系は分散質と分散媒の組み合わせで次のように区分される。
|                        |      | 分散する相（分散質）          | 分散する相（分散質）  | 分散する相（分散質）                |
| ---------------------- | ---- | ----------------------------- | --------------------- | ----------------------------------- |
| 気体                   | 液体 | 固体                          |                       |                                     |
| 分散させる相（分散媒） | 気体 | 分子分散系 / ガスミクスチャー | エアロゾル            | 固体エアロゾル / ソリッドエアロゾル |
| 分散させる相（分散媒） | 液体 | 泡 / フォーム                 | 乳濁液 / エマルション | ゾル                                |
| 分散させる相（分散媒） | 固体 | 固体泡 / ソリッドフォーム     | ゲル / ジェル         | 固体ゾル / ソリッドゾル             |

### 粒子サイズによる分類
粒子サイズが100nm (0.1µm) 程度以下の分散系は、（相を問わず）コロイドとも呼ばれる。コロイドとその上下で、系の性質は次のように変わる。ただしこれらの違いは明確ではなく、連続的である。
|                                    | 均質                 | 不均質                                 | 不均質     |
| 溶液 / ソリューション 英: Solution | コロイド 英: Colloid | 懸濁液 / サスペンション 英: Suspension |            |
| ---------------------------------- | -------------------- | -------------------------------------- | ---------- |
| 粒子サイズ                         | 1nm以下              | 1nm - 100nm                            | 100nm以上  |
| 光学顕微鏡                         | 見えない             | 見えない                               | 見える     |
| 電子顕微鏡                         | 存在がわかる         | 見える                                 | 見える     |
| 透明度                             | 透明                 | 半透明                                 | 強くにごる |
| 半透膜                             | 通る                 | 通らない                               | 通らない   |
| 濾紙                               | 通る                 | 通る                                   | 通らない   |

分散媒が液体であるコロイドをコロイド溶液と言い、系全体の粘性により、低粘度で液体状のゾルと高粘度で固体状のゲルに分かれる。

### 分類表
| 相による分類         | 相による分類           | 名称                                | 名称              | 粒子サイズよる分類                   | 粒子サイズよる分類                                                 | 粒子サイズよる分類                                            |
| 分散する相（分散質） | 分散させる相（分散媒） | 和名                                | 英名              | 溶液 / ソリューション 英: Solution   | コロイド 英: Colloid                                               | 懸濁液 / サスペンション 英: Suspension                        |
| -------------------- | ---------------------- | ----------------------------------- | ----------------- | ------------------------------------ | ------------------------------------------------------------------ | ------------------------------------------------------------- |
| 気体                 | 気体                   | 分子分散系 / ガスミクスチャー       | 英: Gas mixture   | - 空気                               | （不可能）                                                         | （不可能）                                                    |
| 液体                 | 気体                   | エアロゾル                          | 英: Aerosol       |                                      | - 霧 - 靄 - 蒸気 - ヘアスプレー                                    | - 雨 - 虹                                                     |
| 固体                 | 気体                   | 固体エアロゾル / ソリッドエアロゾル | 英: Solid aerosol |                                      | - 煙 - 雲 - 粒子状物質                                             | - 粉塵 - 砂嵐 - 氷霧 - 火砕流                                 |
| 気体                 | 液体                   | 泡 / フォーム                       | 英: Foam          | 水中の酸素                           | - ホイップクリーム - シェービングクリーム                          | - 沸騰する水 - 炭酸水 - スパークリングワイン                  |
| 液体                 | 液体                   | 乳濁液 / エマルション               | 英: Emulsion      | - 酒 - カクテル - シロップ           | - ミニエマルション マイクロエマルション - 乳 - マヨネーズ - 化粧水 | - シャボン玉                                                  |
| 固体                 | 液体                   | ゾル                                | 英: Sol           | - 砂糖水                             | - 顔料 - インク - 血液                                             | - 泥 - 漆喰 - セメント - コンクリート - 溶岩 - アイスクリーム |
| 気体                 | 固体                   | 固体泡 / ソリッドフォーム           | 英: Solid foam    | 金属内の水素                         | - エアロゲル - 発泡プラスチック - スタイロフォーム - 軽石          |                                                               |
| 液体                 | 固体                   | ゲル / ジェル                       | 英: Gel           | - アマルガム - ヘキサン - パラフィン | - 寒天 - ゼラチン - シリカゲル - オパール                          |                                                               |
| 固体                 | 固体                   | 固体ゾル / ソリッドゾル             | 英: Solid sol     | - 合金 - 合成樹脂内の可塑剤          | - クランベリーグラス                                               |                                                               |

## 性質
分散系は多様な物性を示す。例えば、分散系の粒子径は可視光の波長に相当し光を散乱するために色々な光学的性質を示す。即ち、分散系のレイリー散乱・ミー散乱は朝もや、牛乳の濁りやオパールの光沢として表れる。

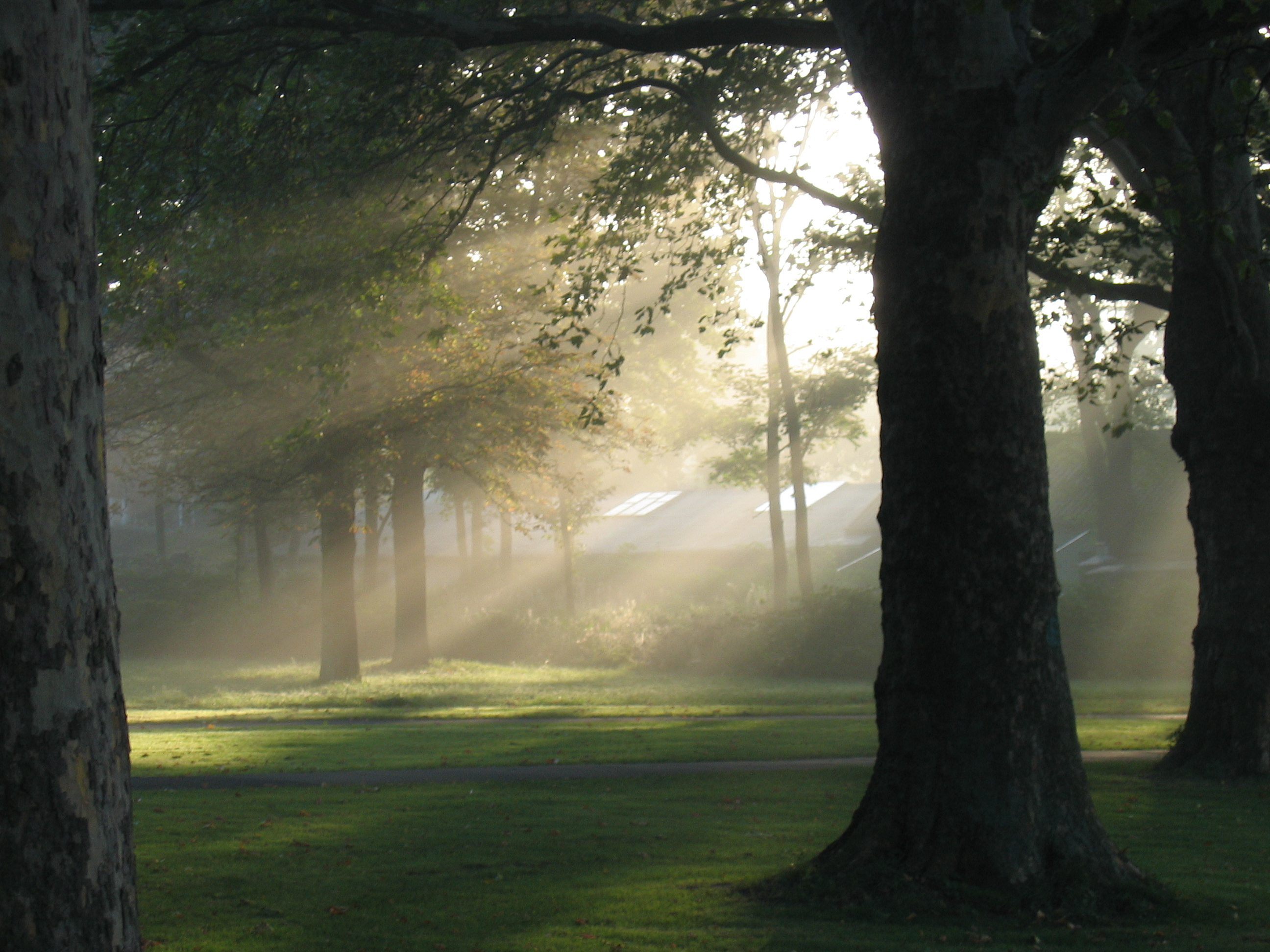
朝もや（エアロゾルによる散乱、チンダル現象の例）
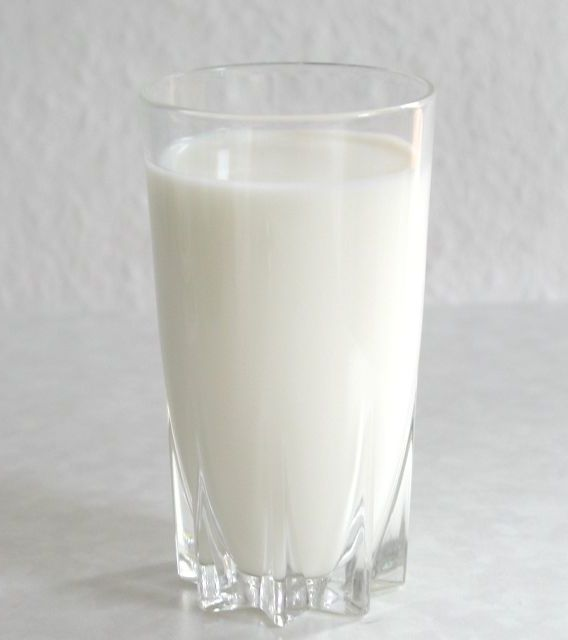
牛乳（ゾルによる散乱）
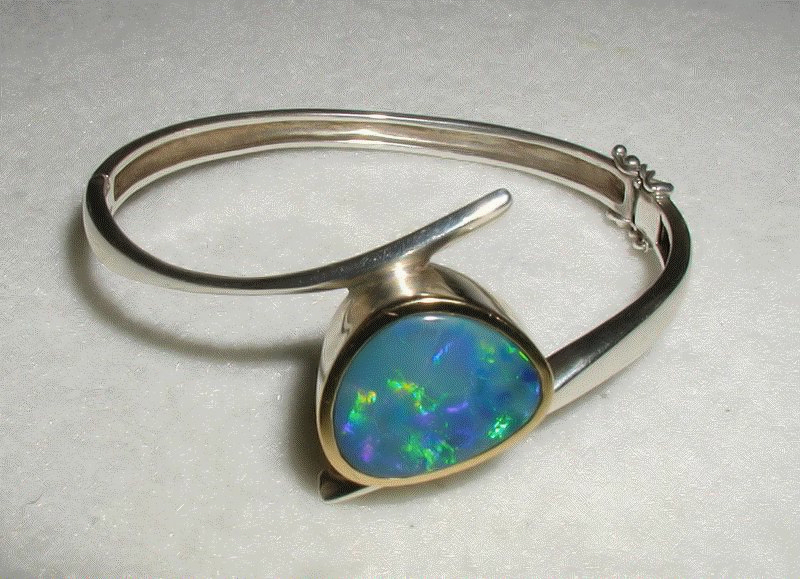
オパール（ソリッドゾルによる散乱）

また、分散系溶液（コロイド溶液、ゾル）の粘性はその分散系の構成により多様な性質を示す。例えば多くのゾルは構造粘性と呼ばれるずれ応力に対して見かけの粘性度が低下する性質を示したり、逆にゲルと呼ばれるような流動性を失い固体様の性質を示したりする。

### チンダル現象
チンダル現象は、分散系に光を通したときに、光の入射方向より斜めより見ると光の通路が見える現象で、主に光がミー散乱により一様に散乱されて生じる。
ジョン・ティンダルによって発見されたためこの名がある。
ミー散乱の強度は粒子径と波長がほぼ等しいときに最大となり、光の入射方向より特に前方側に多く散乱する特徴がある。ミー散乱の強度は波長に特に依存しないので、太陽光の場合は白っぽく見えることになる。

### 凝析・塩析
凝析（ぎょうせき、flocculation）は、分散質粒子同士が吸着集合して沈降する現象であり、イオン性物質（塩(えん)）により引き起こされる凝析は塩析（salting out）と呼ばれる。一般に、分散質粒子は表面張力と同義の、分子間力の総和にあたる粒子間ファンデルワールス力引力を普遍的に有する。一方、分散質粒子の表面には組成と溶媒の極性の差による電位差が存在し、その表面電位と逆符号の対イオンによる拡散電気二重層が形成される。同種の粒子には同種の対イオン二重層を有するため、粒子が接近すると二重層が重なり合い、イオン拡散に由来するエントロピー効果によって浸透圧斥力が生じ、粒子の凝集が妨げられ分散系は安定化する（DLVO理論）。親水コロイドの場合、疎水コロイド同様に表面電荷を持つとともに、水和（溶媒和）により多数の水分子が配位しており、その立体斥力によってさらに強く反発し安定化する。保護コロイドは、表面にタンパク質等が吸着し、表面電位が変化し安定化している場合もある。DLVO理論によると、分散系にイオン性物質を加えた場合、バルクのイオン濃度が上昇するため相対的に電気二重層のイオン濃度が低下し（バルク溶媒と近くなり）、結果として浸透圧（斥力）が弱まり、粒子間ファンデルワールス力による凝集力が優位に発現する。親水コロイドや保護コロイドは保護層を形成している水和水やタンパク質などに塩やエタノールが吸着して分散質表面から引き剥がしてから電位差が弱化されるので、より大量の凝析・塩析物質を添加する必要がある。各種ゾルに対するイオンの凝結能力（臨界ミセル濃度の逆数）で測定すると、
陰イオン
クエン酸塩 > 酒石酸塩 > 硫酸塩 > 酢酸塩 > 塩化物 (Cl-) > 硝酸塩 > 塩素酸塩
陽イオン（あまり明確ではない）
Li+ > Na+ > K+
の順に凝結能力が高い。この性質は1888年に発見したフランツ・ホフマイスターにちなんで、ホフマイスター系列（英: Hofmeister's series）と呼ばれる。タンパク質は表面電荷（イオン性の側鎖）の量と分布とによって沈殿が起こるイオン濃度が異なるため、塩析はタンパク質の分離・粗精製の手段として用いられる。

### 凝析・塩析の例
- 油脂を鹸化して石鹸を作るとき、最後に多量の食塩を加えて石鹸を沈殿させる。
- 河口付近の三角州は、海水に含まれる大量のイオンに、泥などのコロイドが凝析して沈殿を起こすために生まれる。